# Société d'agriculture de l'Indre
La Société d'agriculture de l'Indre est une société savante qui fut un vecteur décisif de la modernisation agricole dans le département.

## Histoire et action
Fondée en 1802, elle est au XIXe siècle le principal cénacle d'échanges entre les élites intellectuelles de ce département rural, qui sont également des élites de la propriété foncière. Son premier président est un physiocrate distingué, le marquis Charles-Hélion de Barbançois, auteur d'innovations expérimentales reconnues. Parmi ses adhérents, aristocrates, agronomes, grands propriétaires, on relève le nom de l'économiste Jean-Edmond Briaune. La réflexion théorique de ces bénéficiaires de la rente agricole les conduit à débattre d'agronomie, de géologie et de pédologie, de droit, mais également d'économie générale (controverse libéralisme-protectionnisme).
La doctrine agrarienne de la Société d'Agriculture se traduit par ailleurs de façon plus concrète par la promotion de l'amélioration des sols et des espèces cultivées et élevées, à travers l'information et l'enseignement agricole et surtout l'organisation de concours et comices périodiques. Les agriculteurs les plus performants y sont récompensés et le progrès agricole s'y diffuse sous la forme d'une pédagogie par l'exemple. La Société organise ainsi sans interruption des concours de 1838 à 1938, jouant un rôle essentiel de vulgarisation de la "révolution verte". Elle définit également des standards de race pour l'élevage (comme la Noire du Berry, variété de volaille créée en 1912).
Elle reprend ce rythme à une échelle plus modeste après la Seconde Guerre Mondiale, mais son rôle s'estompe, supplanté par l'essor du syndicalisme paysan. Soutenue par son prestigieux passé (elle est désormais l'une des plus anciennes de France), elle subsiste encore aujourd'hui, dans le rôle discret d'une simple association professionnelle.
Elle a enfin diffusé une publication régulière, successivement dénommée Éphémérides de la Société d'Agriculture de l'Indre (1806 à 1859), Annales de la Société d'Agriculture de Châteauroux (1860 à 1869), Annales de la Société d'Agriculture de l'Indre (1870 à 1875), et Bulletin de la Société d'Agriculture de l'Indre (1876 à 1939). Elle a aussi publié un annuaire.
Le 31 mai 1901, le centenaire de la société est fêté au lieu-dit Forges à Velles avec l'inauguration d'une plaque artistique du sculpteur Ernest Nivet.

## Personnalités
Parmi les personnalités qui ont fait partie de la Société d'agriculture de l'Indre, on note :
- Charles-Hélion de Barbançois-Villegongis (1760-1822)
- Jean Louis François Deschartres, (1761-1828), précepteur de George Sand
- François Robin de Scévole (1767-1827), maire d'Argenton-sur-Creuse, député de l'Indre, vice-président de la Société d'agriculture
- Amédée Thayer (1799-1868), sénateur de l'Indre sous le Second empire, président de la Société d'agriculture.
- Paul Blanchemain (1844-1924)